# Mary Walter
Mary Walter (Sorsogón, 10 de septiembre de 1912–Ciudad Quezon, 25 de febrero de 1993) fue una actriz filipina cuya carrera cinematográfica de ocho décadas la llevó de ser una protagonista romántica en la época del cine mudo a convertirse en una veterana actriz de películas de terror a finales de los años ochenta y principios de los noventa. Por su larga carrera, le fue otorgado el Lifetime Achievement Award por la Filipino Academy of Movie Arts and Sciences Awards y la Gawad Urian.

## Biografía
Walter nació de padre alemán en la actual ciudad de Sorsogón, Sorsogón. En su adolescencia, Walter actuó en el circuito bodabil de Manila como corista en los espectáculos de Katy de la Cruz. Comenzó su carrera cinematográfica como actriz secundaria. Walter saltó a la fama en 1928, cuando protagonizó Ang Lumang Simbahan, basada en la popular novela de Florentino Collantes, cuyo protagonista era Gregorio Fernández, con quien formaría pareja sentimental en varias películas mudas, constituyendo quizá el primer "love-team" del cine filipino.
Después de aparecer en muchas películas mudas, Walter hizo fácilmente la transición cuando el cine sonoro apareció en Filipinas a mediados de la década de 1930. En 1939, apareció en la película Mariposang Berde con la entonces prometedora actriz Malou "Chumams" Nocedo. Fue una de las estrellas que aparecieron en la película de LVN Prinsipe Teñoso, de 1942, la única producida por un estudio cinematográfico filipino durante la ocupación japonesa.
En 1948, tras 21 años de carrera cinematográfica, Walter se retiró a su pueblo natal de Sorsogón. Diez años más tarde, se le animó a volver a actuar y apareció en Kastilaloy, de LVN. Su papel era el de una matrona o madre de unos cuarenta años. A medida que envejecía, Walter se convirtió en una de las actrices de carácter más identificables del cine filipino. Justa, menuda y enjuta, se identificó de forma inalienable con los papeles de abuela. Fumadora empedernida, su voz grave la hacía ideal para papeles de villana, sobre todo en la película de Lino Brocka de 1974 Tatlo, Dalawa, Isa. En la década de 1980, fue una presencia memorable en películas de terror populares como Shake, Rattle and Roll (1984) y Tiyanak (1988).
En 1980, Walter recibió el premio FAMAS Lifetime Achievement Award. Un premio similar, esta vez del Gawad Urian, le fue concedido a Walter en 1992.
En contra de lo que se publica en su biografía de IMDb, Walter no fue la actriz que protagonizó la primera escena de besos del cine filipino (esa distinción corresponde a Dimples Cooper). Walter no volvió a retirarse tras regresar al cine en 1958.
Murió el 25 de febrero de 1993, después de sufrir un derrame cerebral en Ciudad Quezon.
La actriz Waynona Collings la interpretó en la serie de drama bélico Pulang Araw, de GMA Network.